# 歐盟地中海海軍
「歐盟地中海海軍」（英語：European Union Naval Force Mediterranean，簡稱），或稱「索菲亞行動」（Operation Sophia），是欧洲联盟在2015年發起的打擊地中海商業性偷渡活動的行動，行動總部設於意大利罗马。
行動分為三個階段：
- 第一階段集中偵察和評估在地中海的人口偷運和販運網絡。
- 第二階段是搜索可疑船隻，如有需要可使它們改道。
- 第三階段是處置該等船隻和相關資產，及逮捕人口偷運者和販運者。

至2017年初，超過200名人口偷運者和販運者在「歐盟地中海海軍」行動中被捕，超過500艘船隻被攔截，約2.65萬人獲救。